# Attentat de l'ambassade d'Azerbaïdjan à Téhéran
L'attentat de l'ambassade d'Azerbaïdjan à Téhéran est survenu dans la matinée du 27 janvier 2023,, lorsque l'ambassade d'Azerbaïdjan à Téhéran, en Iran, a été la cible d'une attaque armée, à la suite de laquelle le chef de l'équipe de sécurité de l'ambassade a été tué et deux autres ont été blessés,. Une heure plus tard, la police iranienne a annoncé l'arrestation de l'agresseur,.

## Contexte
L'attaque s'est produite dans une période où les relations entre l'Iran et l'Azerbaïdjan sont tendues, Téhéran et Bakou se sont mutuellement accusés à plusieurs reprises d'agir contre la sécurité nationale de l'autre côté.

## Attentat
Lors de l'attaque, une personne armée est entrée dans l'ambassade avec une arme Kalachnikov et a tué Orkhan Asgrov, le chef du groupe de sécurité de l'ambassade, et en a blessé deux autres. Les médias iraniens ont fait état de "l'arrestation" de l'agresseur, citant Hossein Rahimi, le chef de la police de Téhéran. Selon la police iranienne, l'agresseur est entré dans l'ambassade avec ses deux jeunes enfants et a mené une attaque armée, bien que des images de vidéosurveillance diffusées par l'ambassade montrent qu'il était seul lors de l'attaque. Rahimi a été licencié de son poste quelques heures après la diffusion d'images qui semblaient montrer un agent de sécurité iranien à l'entrée ne faisant rien pour arrêter l'attaque.

## Réactions
Selon le juge Mohammad Shahriari, chef du bureau du procureur des affaires criminelles de Téhéran, l'agresseur a déclaré que son motif était des problèmes personnels et familiaux. Ilham Aliyev, le président de l'Azerbaïdjan, a fermement condamné l'attaque comme une attaque terroriste. Bakou a également considéré Téhéran comme responsable de la protection des places diplomatiques et a annoncé qu'il évacuerait son ambassade en Iran,,.